# کوزت
کوزت (به لاتین: Kozet) یک منطقهٔ مسکونی در روسیه است که در آدیغیه واقع شده‌است.